# 科荷馬 (密西西比州)
科荷馬（英語：Coahoma）是位於美國密西西比州科荷馬縣的城鎮。

## 人口
根據2020年美國人口普查的數據，科荷馬的面積為0.51平方千米，皆為陸地。當地共有人口229人，而人口密度為每平方千米449人。